# Orthometopon kerkinianum
Orthometopon kerkinianum là một loài chân đều trong họ Trachelipodidae. Loài này được Schmalfuss miêu tả khoa học năm 1993.